# 카본 블랙
카본 블랙이란 그을음에 해당하는 것으로, 탄소계 화합물의 불완전 연소로 생성된다. 타이어 산업에 아주 중요한 재료이며, 2006년 현재 약 810만 톤가량 생산된다.

## 생산과 쓰임

### 고대
중국에서 소나무의 연소 생성물을 모아서 먹의 재료로 썼다. 이것은 한국과 일본에도 전파되었다.

### 현대
공업적으로 천연 가스나 타르의 연소 생성물을 모아 생산한다. 이것은 타이어나 신발 밑창 따위에 쓰는 고무의 원료가 되거나(생산량의 85% 정도) 프린터의 잉크 원료가 되기도 한다(생산량의 11%).

## 같이 보기
- 그을음
- 탄소
- 석탄
- 고무